# Taurhynchus
Taurhynchus is een vliegengeslacht uit de familie van de roofvliegen (Asilidae).

## Soorten
- T. antidomus (Walker, 1849)
- T. aurolineatus (Macquart, 1846)
- T. barbiventris (Rondani, 1850)
- T. bromleyi (Curran, 1931)
- T. camposi (Curran, 1934)
- T. cruentus (Lynch Arribálzaga, 1880)
- T. daraps (Walker, 1849)
- T. dina (Curran, 1934)
- T. fervidus (Curran, 1934)
- T. flavipennis (Macquart, 1846)
- T. guianicus (Curran, 1934)
- T. leonides (Walker, 1851)
- T. mystaceus (Macquart, 1846)
- T. rubricornis (Macquart, 1838)
- T. salti (Curran, 1934)
- T. tibialis (Macquart, 1850)
- T. vittatus (Lynch Arribálzaga, 1880)
- T. xanthopterus (Wiedemann, 1828)